# Шевченково (Раздельнянский район)
Шевченково (укр. Шевченкове) — село, относится к Раздельнянскому району Одесской области Украины.
Население по переписи 2001 года составляло 38 человек. Почтовый индекс — 67421. Телефонный код — 4853. Занимает площадь 0,543 км². Код КОАТУУ — 5123985210.

## История
В 1945 г. Указом ПВС УССР село Чекмежиево переименовано в Шевченково.

## Местный совет
67420, Одесская обл., Раздельнянский р-н, с. Старостино